# The Beast (Album)
The Beast (englisch für „Das Biest“) ist das neunte Studioalbum der polnischen Death-Metal-Band Vader.

## Entstehungsgeschichte
Schon 2003 stieß mit Marcin „Novy“ Nowak ein ehemaliges Mitglied der Band Behemoth zur Band. Er gibt auf The Beast sein Albumdebüt als Bassist für Vader.
Krzystof „Docent“ Raczkowski verletzte sich während der Aufnahmen am Album schwer. Die Band musste daraufhin das Album mit dem Sessionschlagzeuger Daray von der polnischen Black-Metal-Band Vesania einspielen. Kurze Zeit nach Veröffentlichung des Albums musste Raczkowski die Band wegen Alkoholproblemen verlassen, er verstarb 2005 vermutlich an den Folgen seines Konsums. Nach dem Rauswurf des Drummers stieg Daray als vollwertiges Mitglied bei Vader ein.

## Versionen
Als Bonus lag dem Album noch eine zweite CD mit Videoclips bei. Das Lied Stranger in the Mirror ist als Bonuslied auf der japanischen Version erhältlich gewesen. Dem Album ist eine EP mit dem Titel Beware the Beast vorausgegangen, welche die Lieder Dark Transmission und Stranger in the Mirror und zwei Videoclips enthielt. Die EP war allerdings nur in Polen erhältlich.

## Titelliste
1. Intro – 0:59
2. Out of the Deep – 4:51
3. Dark Transmission – 4:09
4. Firebringer – 3:33
5. The Sea Came in at Last – 4:05
6. I Shall Prevail – 3:49
7. The Zone – 4:31
8. Insomnia – 3:27
9. Apopheniac – 4:12
10. Choices – 4:08

### Bonus-CD
1. Studio Report (Video)
2. Dark Transmission (Studio-Videoclip)
3. Choices (Studio-Videoclip)
4. Epitaph (Live-Video Metalmania 2003)
5. Wings (Live-Video Metalmania 2003)
6. The Nomad (Live-Video Metalmania 2003)